# Wilhelm Koslar
Wilhelm Koslar (* 1924 in Kirchberg; † 1993 in Rhens) war ein deutscher Keramiker und Dichter.

## Leben
Koslar besuchte von 1936 bis 1943 das Humanistische Gymnasium in Jülich. Von 1943 bis 1945 diente er als Soldat im Zweiten Weltkrieg. Die durch den Krieg unterbrochene Schullaufbahn setzte er von 1949 bis 1951 fort und machte 1951 sein Abitur. Von 1952 bis 1957 studierte er Ägyptologie und studierte 1955 zwischendurch an den Kölner Werkschulen Keramik. 1960 folgte die Gesellen- und 1967 die Meisterprüfung als Keramiker. 1967 richtete er eine Werkstatt in Sankt Augustin ein. Sein Wohnort war damals Eudenbach. Von 1973 bis 1990 arbeitete er in der Werkstatt für Keramik an den Kölner Werkschulen. 1987 wurde er technischer Lehrer für Keramik an der FHS Köln Fachbereich Kunst und Design. 1991 kam der Lehrauftrag für Keramik an der FHS Köln dazu. Von 1990 bis 1991 betrieb er eine Werkstatt in Rhens, seinem Wohnort.
1993 hatte er als erster Deutscher eine Einzelausstellung in Seoul, Südkorea. 
1996 kam eine große Retrospektiveausstellung in Siegburg im Stadtmuseum hinzu. Bis heute gibt es eine ständige Ausstellung in Rhens.

## Werk (Auswahl)

### Als Autor
- Deine Flügel dröhnen, 1963
- Das blaue Mirakel, Gedichte, 1970
- Die Totenstillestunde, Gedichte, 1978
- Zwischen Phantasie und Funktion, 1984
- Keramik, 1995

### Als Keramiker
- Fisch im Aquarium, Betonplastik mit Keramikelementen am Hallenbad Köln-Worringen
- Flötenspieler, Zyklus
- Die vier Temperamente
- Rurlandschaft
- Drei Bläser
- Kleiner König
- viele Keramikarbeiten[1]